# توبياس لاوال
توبياس لاوال (بالألمانية: Tobias Lawal)‏ هو لاعب كرة قدم نمساوي في مركز حراسة المرمى، ولد في 7 يونيو 2000 في لينتس في النمسا.

## وصلات خارجية
- توبياس لاوال على موقع الاتحاد الأوربي (الإنجليزية)
- توبياس لاوال على موقع قاعدة بيانات كرة القدم.إي يو (الإنجليزية)
- توبياس لاوال على موقع Soccerway.com (الإنجليزية)
- توبياس لاوال على موقع عالم كرة القدم.نت (الإنجليزية)